# تومي ويستون
تومي ويستون (بالإنجليزية: Tommy Weston)‏ (2 أغسطس 1890 في المملكة المتحدة - 1 يناير 1952 في المملكة المتحدة) هو لاعب كرة قدم بريطاني (وحمل سابقاً جنسية المملكة المتحدة لبريطانيا العظمى وأيرلندا) في مركز الدفاع. لعب مع أستون فيلا وستوك سيتي ونادي ستوربريدج.